# Enzim generador de formilglicina
L'enzim generador de formilglicina (FGE, de l'anglès formylglycine-generating enzyme) és el nom d'un enzim present en una estructura cel·lular anomenada reticle endoplasmàtic, més concretament situat al 3p26.1 en humans, i és sintetitzat pel gen SUMF1. El FGE catalitza l’activació cotraduccional o posttraduccional de les sulfatases de tipus I, en organismes eucariotes i microorganismes aerobis, ja que transforma un residu  de cisteïna en formilglicina (fGly). La formilglicina és un cofactor essencial per a la hidròlisi de substrats sulfatats.
Hi ha dues classes principals d'FGE, aeròbic i anaeròbic. L'FGE activa les sulfatases, que són essencials per a la degradació dels èsters sulfatats. L'activitat catalítica de les sulfatases depèn d'un residu de formilglicina (de vegades anomenat oxoalanina) a la zona activa.
Cal destacar que, l’any 2015, es va descobrir que la FGE és un metal·loenzim depenent i amb molta afinitat pel coure, que ulitilitza un sistema de dicisteïna per unir-se a ell.

## Descobriment
La descoberta original de fGly es va fer durant l'anàlisi bioquímica de la malaltia congènita fatal Deficiència Múltiple de Sulfatases (MDS). Les conseqüències fisiològiques associades a aquesta condició eren el resultat d’una combinació dels efectes observats en deficiències d'una sola sulfatasa. L'anàlisi de línies cel·lulars derivades d'MDS va mostrar una activitat reduïda de la família de les sulfatases tipus I, tot i que els nivells proteics de les sulfatases concretes no estaven alterats. Aquesta observació, va portar a la hipòtesi que els pacients amb DMS podrien mancar un component regulador o cofactor catalític necessari per a l'activitat de les sulfatases. Addicionalment, es va poder restaurar l’activitat d’una sulfatasa deficient mitjançant la fusió de cèl·lules amb MDS amb altres cèl·lules amb deficiència d’una sola sulfatasa, per tant, es va confirmar la funcionalitat dels gens de sulfatasa individuals en MDS. A més, la incapacitat de les cèl·lules DMS per produir sulfatases recombinants actives va suggerir un defecte en un factor necessari per a l'activitat de diversos productes gènics de sulfatasa.

## Estructura
L’enzim generador de formilglicina (FGE), forma part del grup de les oxigenases, que presenta una estructura única, coneguda com el “plegament FGE”, la qual es caracteritza per presentar un domini amb un baix contingut d’elements secundaris clàssics, com les làmines beta i les hèlixs alfa. Aquesta estructura singular inclou dos residus de cisteïna, a les posicions Cys-336 i Cys-341, fonamentals per a la seva activitat catalítica, els quals es troben en un bucle curt prop del lloc actiu de l’enzim. Aquestes cisteïnes formen un parell redox altament reactiu, considerat crític en la interacció de l’enzim amb l’oxigen molecular, element essencial per a la modificació específica de la cisteïna del substrat en formilglicina (fGly).
La FGE humana és una proteïna d’unió dos ions de calci que actuen com a cofactors i són imprescindibles per estabilitzar el plegament tridimensional de la proteïna i el funcionament catalític de l’enzim. L’enzim també disposa de dos dominis resistents a proteases i, per tant, a ser degradats, un N-terminal (residus 86-168) i un C-terminal (residus 178-374). La integritat estructural de la seva conformació protèica es veu mantinguda gràcies als dos ponts disulfur permanents que conté l’enzim. A més a més, la FGE presenta un solc a la seva superfície que voreja les cisteïnes Cys-336 i Cys-341, que és imprescindible per al correcte funcionament de l’enzim. Aquest és possiblement el lloc d’unió dels substrats de les sulfatases abans de ser modificats el qual permet allotjar una seqüència mínima comuna en les sulfatases, C-[TSAC]-PSR, que és conservada en moltes sulfatases eucariotes.
És interessant notar les diferències estructurals entre les versions eucariotes i procariotes de l’FGE, com es veu en el cas del bacteri Streptomyces coelicolor on només és necessaria la unió d’un únic calci per mantenir la conformació activa de l'enzim, suggerint diferències en els requisits estructurals entre espècies.Altrament, la FGE posseeix una cavitat en el lloc actiu que inclou un canal per al substrat que permet la unió de fins a sis residus peptídics en una conformació estesa, assegurant que el substrat s'alineï de manera òptima en el lloc catalític per facilitar la reacció d'oxidació.

### Canvis conformacionals associats a la unió del substrat
En unir-se al substrat, FGE experimenta canvis conformacionals petits però significatius. La superposició de les estructures FGE amb substrat i sense aquest mostra desviacions mínimes (≈0,2 Å) en la major part de l'estructura, amb canvis més grans només prop del lloc d'unió. Les regions Ser-336–Tyr-340 i Phe-265–Pro-266 es desplacen lleugerament cap al pèptid, i la cadena lateral de Tyr-340 es rota per acomodar-lo. Residus com Phe-156, Trp-179, Gln-351, i Asn-352 també s'ajusten lleugerament (<0,5 Å) per fer espai. En el procés, 14 molècules d’aigua són desplaçades, i el pèptid substitueix els ponts d’hidrogen que abans sostenien aquestes molècules. Això suggereix que el lloc d'unió al substrat en l’FGE ja està preformat, proporcionant una estructura rígida per al motiu CTPSR en les sulfatases.

## Seqüència d’aminoàcids de l’enzim generador de formilglicina (FGE)

### Cadena A
HMPSFDFDIPRRSPQEIAKGMVAIPGGTFRMGGEDPDAFPEDGEGPVRTVRLSP
FLIDRYAVSNRQFAAFVKATGYVTDAERYGWSFVFHAHVAPGTPVMDAVVPEAPW
WVAVPGAYWKAPEGPGSSITDRPNHPVVHVSWNDAVAYATWAGKRLPTEAEWE
MAARGGLDQARYPWGNELTPRGRHRCNIWQGTFPVHDTGEDGYTGTAPVNAFA
PNGYGLYNVAGNVWEWCADWWSADWHATESPATRIDPRPETGTARVTKGGSFL
CHESYCNRYRVAARTCNTPDSSAAHTGFRCAADP

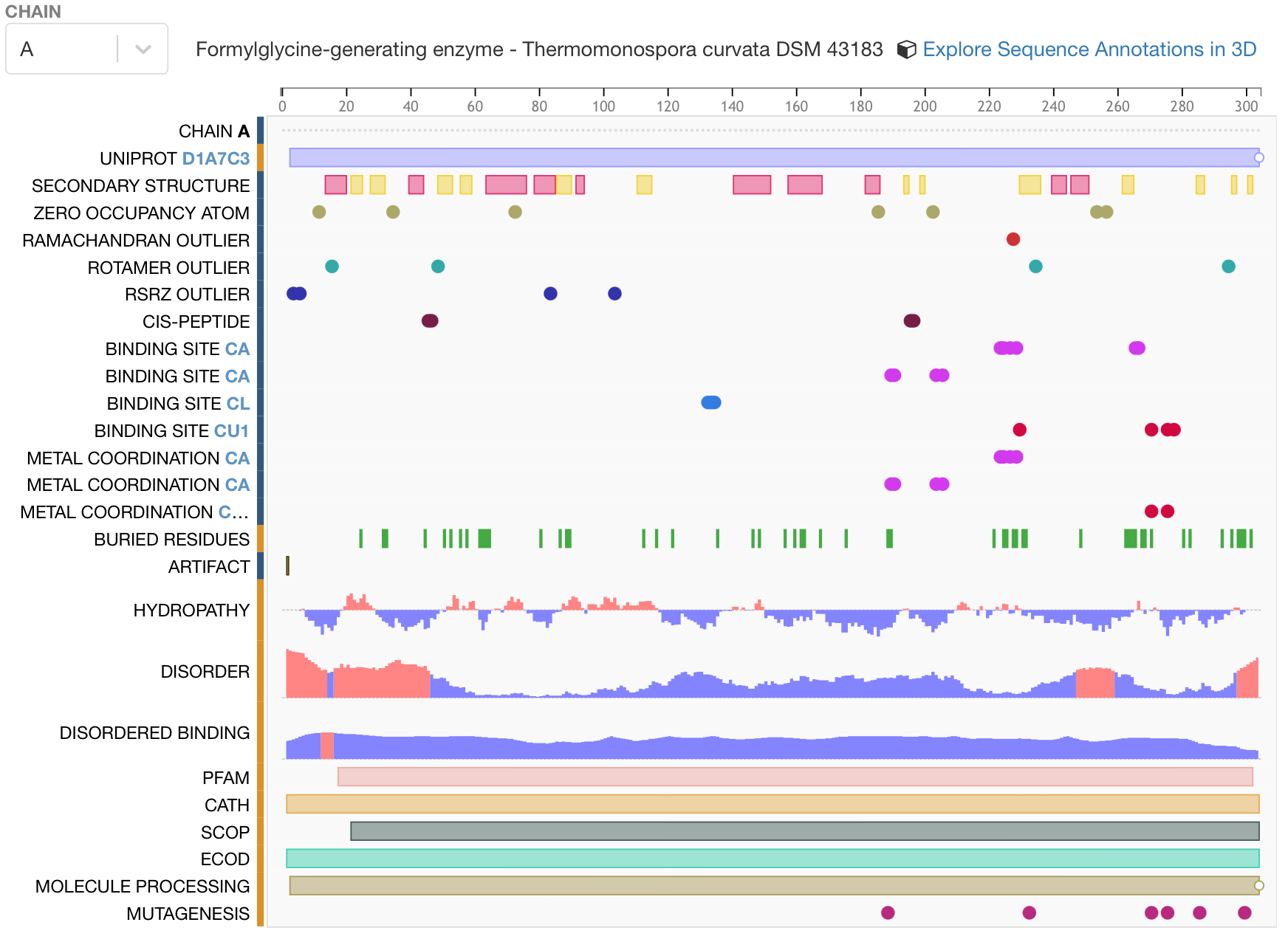
Anotació de la Seqüència d'Aminoàcids de la Cadena A de l'Enzim Generador de Formilglicina (FGE) de Thermomonospora curvata DSM 43183.

Aquesta seqüència conté 188 aminoàcids i correspon a l’estructura cristal·lina de FGE en un complex amb un pèptid substrat.

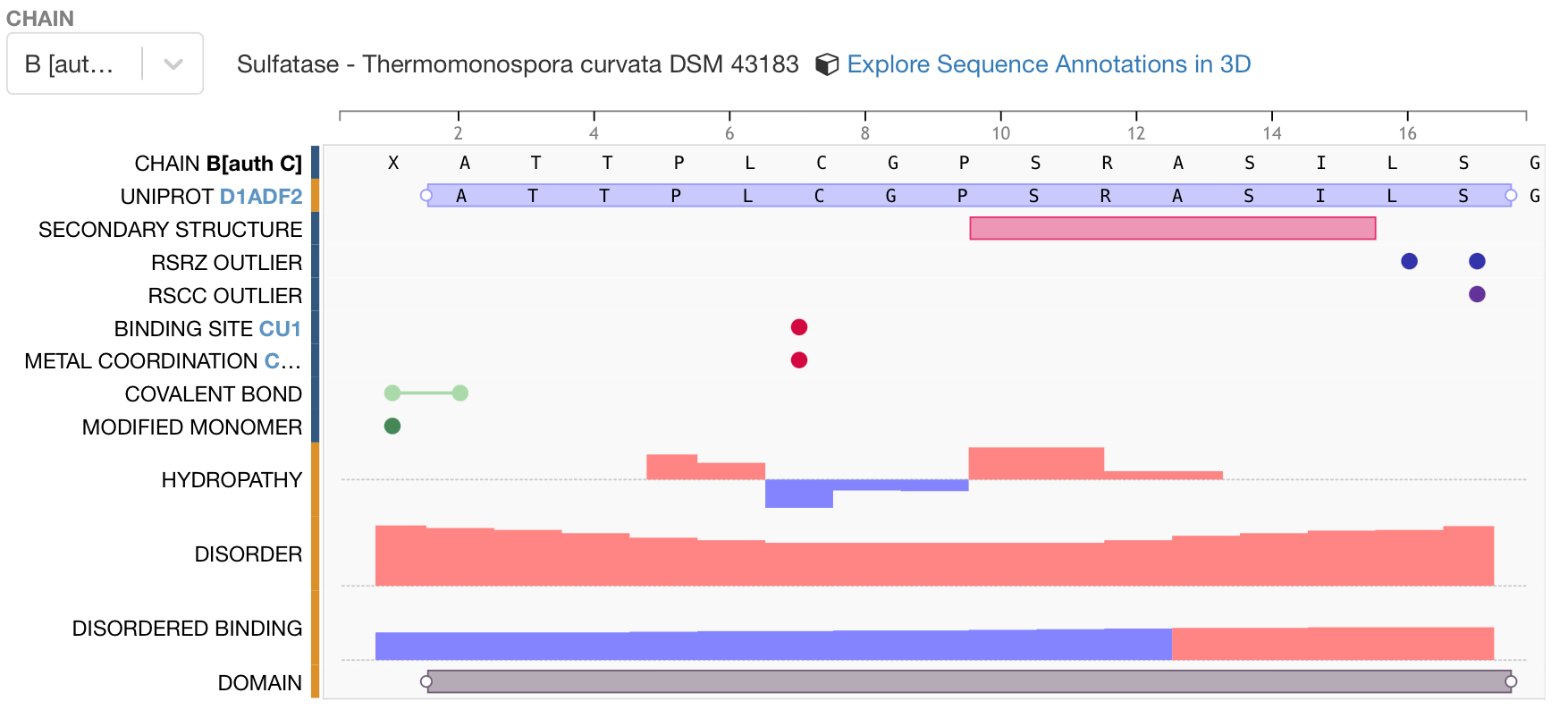
Anotació de la Seqüència d'Aminoàcids de la Cadena B de l'Enzim Sulfatasa de Thermomonospora curvata DSM 43183.

### Cadena B
Abz-ALA-THR-THR-PRO-LEU-CYS-GLY-PRO-
SER-ARG-ALA-SER-ILE-LEU-SER-GLY-ARG
Aquesta seqüència conté 17 aminoàcids. L'abreviatura inicial "Abz" (Aminobenzoil) indica que aquesta seqüència s'utilitza en estudis experimentals com a marcador o en assajos de fluorescència per estudiar l'activitat de la FGE. Aquesta cadena no representa l'estructura completa d'una subunitat funcional, sinó que podria ser una seqüència dissenyada per estudiar interaccions específiques o l'activitat catalítica de l'enzim.

## Classes

### FGE aeròbic
L’enzim aeròbic FGE té una estructura homòloga a la topologia alfa/beta de la proteïna produïda pel gen sulfatasa humana 1 (SUMF1). Aquesta converteix un residu de cisteïna en la seqüència consensuada altament conservada CXPXR en fGly. Per dur a terme la conversió, la FGE fa servir un àtom de coure mononuclear com a cofactor, per activar la reacció enzimàtica. El substrat primer es lliga al coure, augmentant la reactivitat del complex substrat-coure amb l’oxigen. L’activació es duu a terme mitjançant l’oxidació d’un residu de cisteïna en el complex substrat-coure. A causa de la naturalesa d’aquesta reacció, la FGE es denomina un “metal·loenzim depenent de coure”.
El centre catalític de la FGE conté Cu coordinat a dos residus de cisteïna en una geometria trigonal planar, una configuració inusual entre les oxidases dependents de coure. L'estructura cristal·lina d'alta resolució de la FGE revela una xarxa de quatre molècules d'aigua cristal·logràfiques i dos residus del lloc actiu que formen una butxaca d'unió a O2 altament àcida juxtaposada al centre de Cu. La unió del substrat indueix canvis estructurals que preparen l'enzim per a la unió i posterior activació de l'O2. L'estat de repòs catalític de la FGE és l'estat Cu unit. La FGE representa un tipus completament nou d'enzim de coure, amb similituds en l'esfera de coordinació primària del metall amb proteïnes no catalítiques d'unió al coure.

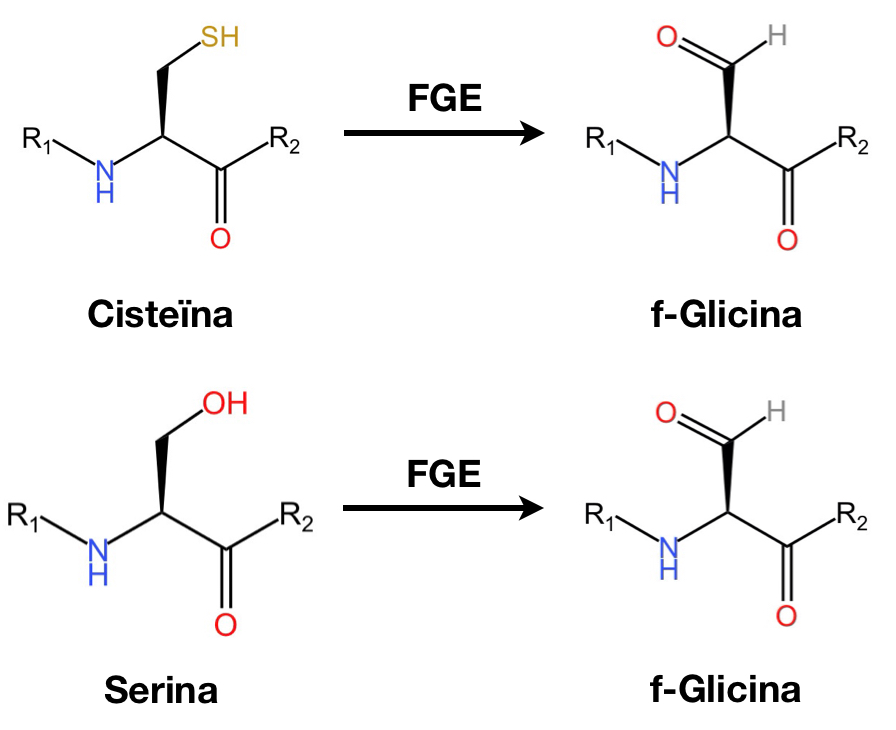
Breu visió general de l'activitat de l’enzim generador de formilglicina en aerobis (només a la part superior) i anaerobis (superior i inferior).

### FGE anaeròbic
L’enzim FGE anaeròbic més estudiat és l’AtsB, present en la bacteria Klebsiella pneumoniae. Aquest enzim conté un complex de ferro-sofre i pot convertir tant la cisteïna com la serina en fGly. Tot i això, la seva activitat enzimàtica es multiplica per quatre en presència de cisteïna respecte a la serina. L’AtsB té una similitud del 48% amb un altre enzim present en Clostridium perfrigens.  Ambdós enzims contenen el motiu Cx2Cx2C, característic de la superfamília d'enzims de radical S-adenosil metionina (SAM). Aquesta seqüència permet que els enzims duguin a terme una reacció de reducció, en la qual es trenca la molècula de SAM, activant així la seva activitat enzimàtica.
L’AtsB catalitza l'oxidació de Ser72 a AtsA, la seva sulfatasa cognada, mitjançant un mecanisme independent d'oxigen. A diferència de les formes aeròbiques, AtsB no utilitza cofactors de nucleòtids de piridina o flavina com a acceptors directes d'electrons. Al pertànyer a la superfamília SAM, catalitza aquesta oxidació mitjançant un radical intermedi 5'-desoxiadenosil 5' generat per un trencament reductiu de S-adenosil-L-metionina. Estudis in vitro han demostrat que AtsB conté tres clústers [4Fe-4S] per polipèptid, tal com es va predir en un estudi bioinformàtic primerenc. A més, s'ha demostrat que AtsB catalitza la formació de 5'-dA i fGly en una proporció 1:1 utilitzant un substrat peptídic de 18 aminoàcids.

## Seqüència d’aminoàcids en la formilglicina (fGly)
La modificació de fGly es troba en una seqüència característica (C/S-X-P/A-S/X-R-X-X-X-L/X-T/X-G/X-R/X) altament conservada en procariotes i eucariotes. En aquesta seqüència, l'aminoàcid inicial, que és cisteïna o serina, és el que es modifica per formar fGly. Les sulfatases d'eucariotes contenen un cofactor fGly derivat d'un residu de cisteïna, igual que moltes sulfatases bacterianes. No obstant això, algunes sulfatases bacterianes presenten cofactors fGly derivats de serina, cosa que permet classificar-les en sulfatases de tipus Ser o tipus Cys segons el residu que es modifica.

## Funcions
L'enzim generador de la formilglicina catalitza l'activació cotraduccional o posttraduccional de les sulfatases de tipus I en microorganismes eucariotes aerobis. Això, és degut gràcies a l’oxidació d'un residu de cisteïna a un lloc actiu de la sulfatasa situat en una seqüència de consens CXPXR fins al C.alfa-formilglicina (fGly).
L’enzim FGE, és codificat pel gen SUMF1. Quan s'incia la seva funció, la sulfatasa encara no ha adoptat la seva estructura tridimensional, és a dir plegada. Aleshores, l’FGE detecta la seqüència curta CxPxR en el centre actiu de les sulfatases, així com la seqüència auxiliar xxxLTGR. En aquesta seqüència, un residu de cisteïna, és transformat posttraduccionalment en formilglicina, activant d’aquesta manera les sulfatases. L’FGE és una oxigenasa que necessita el coure com a cofactor. Inicialment, aquest coure es coordina de manera lineal amb les dues cisteïnes de l’enzim però quan el substrat s'uneix al centre actiu de l’enzim, el coure passa d’una coordinació de dos lligands a una estructura amb tres lligands, cosa que prepara a l’enzim per a l’activació de l’oxigen per a que pugui oxidar un residu de cisteïna formant formilglicina. En la reacció que converteix la cisteïnana en formilglicina, intervé una cisteïna situada en la posició 341 de l’FGE, que s'uneix a la cisteïna del substrat que ha de ser modificada. Mitjançant l’oxidació amb oxigen molecular i un agent reductor no identificat, la reacció cap al 3-oxoalanina (també coneguda com a formilglicina o fGly) es catalitza en les proteïnes objectiu.
La modificació de 3-oxoalanina té lloc durant la modificació posttraduccional de certes arilsulfatases i fosfatases alcalines, les quals utilitzen la forma hidratada de la 3-oxoalanina com a nucleòfil en la catàlisi. Entre els substrats de l’enzim l’FGE, s'inclouen la N-acetilgalactosamina-6-sulfat-sulfatasa(GALNS), l’arilsulfatasa A (ARSA), la sulfatasa d’esteroides (STS) i l’arilsulfatasa E (ARSE).
La formilglicina, es el residu catalític de les sulfatases que es troba dins els eucariotes. Serà generat mitjançant una modificació de tipus posttraduccional que s'originarà al reticle endoplasmàtic. Aquest enzim, oxidarà un residu de cisteïna i el convertirà en formilglicina (fGly).

## Localització Subcel·lular
El gen SUM1 és l'encarregat de proporcionar instruccions necessàries per a formar aquest enzim generador de la formilglicina. Aquest enzim serà trobat al reticle endoplasmàtic, especialment al lumen d'aquest orgànul. Això és perquè al lumen del reticle endoplasmàtic, és on l'enzim generador de la formilglicina s'encarregarà de catalitzar la conversió de cisteïna a formilglicina.

## Malalties i mecanismes relacionats
En l'ésser humà, hi ha mutacions en gens que resulten en defectes de l'enzim generador de la formilglicina i que duen a un deteriorament de la sulfatasa. El resultat d'això, causa una malaltia coneguda com a deficiència múltiple de les sulfatases. Aquesta deficiència múltiple (MSD, per les seves sigles en anglès) és un trastorn genètic autosòmic recessiu que resulta d'una alteració en l'activació posttraduccional de les sulfatases (enzims indispensables en el metabolisme dels glicosaminoglicans i sulfàtids).
L'activació d'aquestes sulfatases, depèn d'un residu catalític específic conegut com Cα-formilglicina (fGly) generat a partir d'una cisteïna dins del reticle endoplasmàtic i, alhora, l'activació, serà mediada per l'enzim generador de la formilglicina, codificada pel gen del factor modificador de la sulfatasa 1 (SUMF1).
Una mutació en aquest últim gen causarà una deficiència en l'enzim generador de la formilglicina fet que afecta la capacitat d'aquesta per activar les sulfatases cel·lulars. En el moment en el qual això succeeix, l'enzim es torna inestable i es torna propens a la seva degradació. Això provocarà una disminució generalitzada de l'activitat de l'enzim que durà a l'emmagatzement lisosomal anòmal de glicosaminoglicans i sulfàtids als lisosomes.
Els lisosomes, són orgànuls que s'encarreguen del trencament i reciclatge de molècules pel que, els individus que pateixen aquesta disfunció, no tindran un bon funcionament cel·lular.

### Símptomes
Els símptomes d'aquesta disfunció enzimàtica variaran segons l'edat en què es doni aquesta malaltia. Alguns que poden observar-se són els següents:
- Convulsions
- Retard i pèrdues en el desenvolupament
- Problemes de moviment
- Pell seca i escamosa
- Anomalies esquelètiques
- Hepatomegàlia[18] o Esplenomegàlia[19]

### Tractaments
Actualment, no existeixen tractaments específics per curar aquesta malaltia tot i que es recomanen diferents disciplines per millorar la qualitat de vida. Aquestes inclouen: fisioteràpia, cures de la pell, exàmens neurològics, d'audició, entre d'altres.